# Слънчева система
Слънчевата система е група астрономически обекти, включваща Слънцето и небесните тела, обикалящи около него – планети, планети джуджета, спътници, астероиди, комети, междупланетен прах и газ. Всички те са образувани при разпадането на молекулярен облак преди около 4,6 милиарда години.
Най-масивни след Слънцето са осемте планети. Техните орбити са почти кръгови и лежат приблизително в една равнина – равнината на еклиптиката.
Четирите планети, най-близки до Слънцето, са Меркурий, Венера, Земята и Марс. Те са по-малки от другите и носят названието планети от земен тип или вътрешни планети. Съставени са главно от скали и метали.
Следващите четири планети са Юпитер, Сатурн, Уран и Нептун. Наричат се газови гиганти или външни планети. Те са по-масивни и са съставени предимно от водород и хелий.
Слънчевата система включва и две области с концентрация на по-малки обекти. Астероидният пояс, разположен между орбитите на Марс и Юпитер, е сходен по състав на планетите от земен тип. Намиращите се извън орбитата на Нептун транснептунови обекти са съставени главно от замръзнали вещества – вода, амоняк и метан. В тези области има пет обекта, които са достатъчно масивни, за да бъдат заоблени от собствената си гравитация, поради което са класифицирани като планети джуджета: Церера, Плутон, Хаумея, Макемаке и Ерида. Шест планети и три планети джуджета имат естествени спътници, а външните планети имат и пръстени от прах и други частици.
Разстоянията в Слънчевата система обикновено се измерват с помощта на средното разстояние между Земята и Слънцето, наричано астрономическа единица (AU, съкр. от astronomical unit). Най-близко до Слънцето е планетата Меркурий – средно 0,387 AU, а най-отдалечена планета е Нептун – средно 30,068 AU. Слънчевият вятър – поток от плазма, идващ от Слънцето – образува своеобразен балон в междузвездната среда, наричан хелиосфера и достигащ далеч отвъд последните небесни тела на Слънчевата система. Хипотетичният Облак на Оорт, откъдето се предполага, че идват кометите с дълъг орбитален период, би трябвало да е разположен на разстояние от Слънцето, около хиляда пъти по-голямо от хелиосферата.

## Структура
Основният компонент на Слънчевата система е Слънцето – звезда от главната последователност от спектралния клас G2. Слънцето съдържа 99,86% от масата на цялата система, поради което гравитацията му е определящ фактор за структурата на системата. Четирите най-големи тела, обикалящи около Слънцето – газовите гиганти, съдържат 99% от останалата маса, като само на Юпитер и Сатурн се падат повече от 90%.
Общата структура на известните области от Слънчевата система включва Слънцето, четири сравнително малки вътрешни планети, заобиколени от пояс скални астероиди, и четири газови гиганта, заобиколени от замръзнали малки обекти в Пояса на Кайпер. Понякога тази структура се разглежда като няколко самостоятелни области: вътрешна Слънчева система, включваща четирите планети от земен тип и Астероидния пояс; и външна Слънчева система, включваща четирите газови гиганта. След откриването на пояса на Кайпер, най-външните части на Слънчевата система се приемат за отделна област, съставена от всички тела извън орбитата на Нептун.
Орбитите на повечето големи тела, обикалящи около Слънцето, лежат приблизително в една равнина – равнината на еклиптиката (т.е. равнината на земната орбита). Орбитите на кометите и на обектите от Пояса на Кайпер често са наклонени под значителен ъгъл спрямо земната орбита. Освен това всички планети и повечето други обекти обикалят около Слънцето в посоката на околоосното му въртене – срещу посоката на часовниковата стрелка, гледано от северния полюс на Слънцето. Сред изключенията от това правило е Халеевата комета.

## Видове обекти
Слънчевата система съдържа разнообразни тела, попадащи в различни категории, границите между които често са условни. Приета е следната класификация:
- Слънцето, звезда от спектрален клас G2, която съдържа 99,86% от масата на системата.
- Планетите – осемте големи небесни тела, обикалящи около Слънцето: Меркурий, Венера, Земя, Марс, Юпитер, Сатурн, Уран и Нептун.
  - Сравнително големи тела, обикалящи около някоя планета, се наричат естествени спътници или луни, по името на Луната – естествения спътник на Земята.
  - Прах и малки частици на орбита около планетите образуват планетни пръстени.
  - Малки по размери обекти, създадени от човека, обикалящи около Земята или около други тела от Слънчевата система (виж изкуствен спътник и космически апарат).
  - Планетите са се образували от предпланетарни тела, които са съществували скоро след зараждането на Слънчевата система и впоследствие са се слели в по-големи тела, като планети и спътници, били са погълнати от Слънцето или изхвърлени от Слънчевата система.
- Планетите джуджета са тела, по-малки от планетите и по-големи от астероидите. Планетите джуджета имат достатъчно голяма маса, за да придобият приблизително сферична форма под действието на собствената си гравитация, но масата им не е достатъчна, за да разчистят орбитата си от други астрономически обекти. Има пет планети джуджета в Слънчевата система: Церера, Плутон, Макемаке, Хаумея и Ерида. Кандидати за включване в тази група са Кваоар, Иксион, Седна и Оркус.
- Астероидите са обекти, по-малки от планетите. Основно са съсредоточени в Астероидния пояс между Марс и Юпитер. Повечето от тях са съставени от неизменчиви минерали. Разделени са на астероидни групи и астероидни семейства според специфичните си орбитални характеристики.
  - Астероидни спътници се наричат астероиди на орбита около друг астероид. Те не са ясно разграничими като спътниците на планетите и понякога са сравними по големина с партньора си.
  - Троянските астероиди се намират в точките на Лагранж. Орбитата на всяка планета има две такива точки. Първоначално троянски се наричат само астероидите, обикалящи по орбитата на Юпитер, но впоследствие понятието започва да се използва за астероиди, движещи се по орбитата на коя да е планета или спътник.
  - Метеоритите представляват астероиди, навлезли в земната атмосфера и частично изгорели в нея, преди да достигнат земната повърхност. Метеорите са малки астероиди, които изгарят напълно в земната атмосфера.
- Кометите са малки небесни тела, съставени предимно от лед. Техните орбити са силно ексцентрични, перихелият им е по-близък до Слънцето от орбитите на вътрешните планети, а афелият им е отвъд орбитата на Плутон. Съществуват и комети с по-близък афелий. Стари комети, чиито летливи елементи са се изпарили под действието на слънчевата топлина, често се категоризират като астероиди. Някои комети с хиперболични орбити вероятно са се образували извън Слънчевата система. Останалите комети се разделят на късопериодични (с орбитален период под 200 години) и дългопериодични.
- Кентаврите са ледени тела, подобни на комети, но с по-малко ексцентрични орбити, оставащи в района между Юпитер и Нептун. Характерно е, че орбитите им са неустойчиви, пресичат орбитите на няколко планети и нерядко изпитват гравитационно въздействие от газовите гиганти. Някои кентаври са с доста големи размери, например Харикло е с диаметър около 260 км.
- Транснептуновите обекти са ледени тела, чийто среден орбитален радиус е по-голям от радиуса на орбитата на Нептун. Те се делят на два вида:
  - Обекти от Пояса на Кайпер с радиус на орбитата между 30 и 100 AU. Предполага се, че са източник на късопериодичните комети. Обекти от Пояса на Кайпер с орбити като тази на Плутон се наричат плутини. Към тази група спадат самият Плутон и неговите спътници. (До 2006 г. Плутон се категоризираше като планета.)
  - Обекти от Облака на Оорт (хипотетични) с радиус на орбитата между 50 000 и 100 000 AU. Този район се смята за източник на дългопериодичните комети.
- В Слънчевата система има известно количество космически прах, който е причина за зодиакалната светлина. Повечето космически прах се намира в равнината на еклиптиката. Част от него вероятно е с междузвезден произход.

## Произход и развитие
За Слънчевата система се смята, че се е образувала от Слънчевата мъглявина – сгъстен облак от газ и прах, дал началото на Слънцето. Под въздействието на собствената си гравитация мъглявината е приела формата на въртящ се диск, в чийто център се е намирала протозвездата (младото Слънце), натрупваща материал от диска. Когато протозвездата е станала достатъчно масивна и плътна, в нейното ядро са започнали да протичат термоядрени реакции, пораждащи слънчев вятър и електромагнитно лъчение, под чието общо въздействие леките елементи, намиращи се близо до звездата, са мигрирали в централните части и периферията на протопланетарния диск. Поради тази причина се смята, че не е възможно газови гиганти да се формират в близост до звезда: интензивното излъчване не би позволило натрупването на значителни количества леки елементи, като водород и хелий.
В продължение на много години Слънчевата система е била единствената позната планетна система. В последните години обаче зачестиха откритията на планети около други звезди, чиито свойства изглеждат различни от която и да било планета на Слънчевата система. Открит е клас планети, наречени горещи юпитери, често по-масивни от Юпитер и намиращи се на ниска орбита около своята звезда, извършващи едно пълно завъртане в рамките на няколко месеца. Според една хипотеза тези планети са се зародили сравнително далече от своята звезда, подобно на Юпитер, но чрез някакъв механизъм са слезли на по-ниска орбита. Една възможна причина за това явление е навлизането на планетната система в сравнително гъст облак от междузвезден газ и прах с последващо триене между планетата и съставките на облака и снижаване на нейната орбита поради загуба на кинетична енергия. Много по-малките по размери планети от земен тип се поглъщат от други планети или от звездата или напускат планетната система.
Земята е единствената планета, на която е известно да има живот.

## Галактическа орбита
Слънчевата система е част от Млечния път – спирална галактика с диаметър от около 100 000 светлинни години, съдържаща около двеста милиарда звезди. Слънцето е звезда, типична за Млечния път.
По някои изчисления Слънчевата система се намира между 25 000 и 28 000 светлинни години от галактичния център. Тя се движи със скорост от 220 км/с по орбитата си около галактичния център и извършва едно пълно завъртане за 226 милиона години. За да се откъсне от гравитацията на Млечния път, тяло, стартиращо от Слънчевата система, трябва да има скорост около 1000 км/с.
Слънчевата система се движи и спрямо галактичната равнина, като периодично изскача над нея и потъва под нея. Траекторията на това движение наподобява синусоида, която пресича равнината веднъж на 33 милиона години, а всеки период трае около 65 милиона години.
Слънчевата система има необичайно кръгова орбита, а орбиталната ѝ скорост е равна на скоростта на вълните на сгъстяване в спиралните ръкави на Млечния път. По този начин тя остава извън тези вълни на сгъстяване, в които се формират нови масивни звезди. Те често избухват като свръхнови и с интензивното си излъчване биха представлявали опасност за живота на Земята, ако бяха по-близо. Това, че се намират далече от Земята, вероятно е направило възможно зараждането на сложни многоклетъчни форми на живот на земната повърхност.

## Откриване и изследване
В продължение на много векове Слънчевата система е била разглеждана в рамките на геоцентричния модел, който не позволява правилно разбиране на нейната същност и структура. С подобряване на методите за наблюдение са се зародили нови теории за Слънчевата система. Първата значима стъпка е направена от Николай Коперник, който е предложил хелиоцентричния модел. Задоволително точно описание на движението на планетите е дадено малко по-късно от Йохан Кеплер, а Исак Нютон обяснява силата, която движи небесните тела.
От началото на космическата ера множество изследвания на обекти от Слънчевата система се извършват от космически апарати (предимно автоматични) на различни космически агенции. Първият апарат, достигнал до друго небесно тяло, е съветскиятапарат „Луна 2“, разбил се на повърхността на Луната през 1959 г. Повърхността на Венера е достигната през 1965 г., на Марс – през 1976 г., на астероида Ерос – през 2001 г., а на Титан (спътника на Сатурн) – през 2005 г.
Следните космически апарати са се сближили с обекти от Слънчевата система или са ги изследвали от орбита:
— „Маринър 10“ се сближава с Меркурий през 1975 г.
— Двата апарата от мисията „Вояджър“ посещават Юпитер през 1979 г. и Сатурн през 1980 – 1981 г. „Вояджър 2“ посещава още Уран през 1986 г. и Нептун през 1989 г. В началото на XXI век двата апарата се намират далеч зад орбитата на Плутон – на разстояние, по-голямо от 95 AU. Няколко години след това те навлизат в хелиопаузата.
Най-далечният обект, достигнат от пилотирани космически апарати, е Луната. Посетена е от мисиите „Аполо“. Последното кацане на пилотиран апарат на Луната е това на „Аполо 17“ през 1972 г. Към 2005 г. се съставят планове за нови пилотирани мисии дотам, както и за изграждане на обитаеми лунни бази на повърхността. За кацане на пилотиран апарат на повърхността на Марс обаче няма сериозни планове.
Въпреки че произходът на планетите се смята за разбран в основни черти, остават неизяснени някои важни въпроси. Единият от проблемите е парадоксът с въртящия момент. Въпреки че в Слънцето е съсредоточена почти 99,9% от масата на цялата система, то притежава само 0,5% от общия въртящ момент. Останалите 99,5% се падат на орбиталния въртящ момент на планетите. Друга загадка е наклонът от 7° на екваториалната плоскост на Слънцето спрямо средната орбитална плоскост на планетите.

## Други планетни системи
За планетите извън Слънчевата система все още има твърде малко сведения.

## Параметри на основните планети
Сравнително представяне на орбитите на планетите от Слънчевата система в милиони километри. Правоъгълникът на всяка планета означава интервала, в който се мени разстоянието от нея до Слънцето. Забележете, че Плутон (горната част на графиката в зелено) понякога е по-близо до Слънцето, отколкото Нептун (в синьо).
Параметри спрямо земните:
| Планета               | Екваториален диаметър | Маса   | Орбитален радиус | Орбитален период | Денонощие (в земни дни) | Брой спътници |
| --------------------- | --------------------- | ------ | ---------------- | ---------------- | ----------------------- | ------------- |
| Меркурий              | 0,382                 | 0,06   | 0,38             | 0,241            | 58,6                    | няма          |
| Венера                | 0,949                 | 0,82   | 0,72             | 0,615            | 243*                    | няма          |
| Земя                  | 1,00                  | 1,00   | 1,00             | 1,00             | 1,00                    | 1             |
| Марс                  | 0,53                  | 0,11   | 1,52             | 1,88             | 1,03                    | 2             |
| Юпитер                | 11,2                  | 318    | 5,20             | 11,86            | 0,414                   | 63            |
| Сатурн                | 9,41                  | 95     | 9,54             | 29,46            | 0,426                   | 62            |
| Уран                  | 3,98                  | 14,6   | 19,22            | 84,01            | 0,718                   | 27            |
| Нептун                | 3,81                  | 17,2   | 30,06            | 164,79           | 0,671                   | 13            |
| Плутон (до 2006 г.)** | 0,24                  | 0,0017 | 39,5             | 248,5            | 6,5                     | 5             |

От всички други обекти с най-голяма маса е Ганимед – 0,02 земни маси.

## Параметри на някои планети джуджета
Някои обекти имат размери, по-малки от тези на основните планети, но по-големи от размерите на астероидите.
От всички планети джуджета само Церера се намира във вътрешната част на Слънчевата система. Другите са разположени в периферията – в Пояса на Кайпер или в Облака на Оорт.
Всички параметри в таблицата са измерени спрямо Земята (т.е. съответните параметри на Земята са приети за единица):
| Планетоид          | Екваториален диаметър | Маса                | Орбитален радиус | Орбитален период | Денонощие (дни) |
| ------------------ | --------------------- | ------------------- | ---------------- | ---------------- | --------------- |
| Церера             | 0,075                 | 0,000 158           | 2,767            | 4,603            | 0,3781          |
| Оркус              | 0,066 – 0,148         | 0,000 10 – 0,001 17 | 39,47            | 248              | неизв.          |
| Иксион             | ~0,083                | 0,000 10 – 0,000 21 | 39,49            | 248              | неизв.          |
| (55636) 2002 TX300 | 0,0745                | неизв.              | 43,102           | 283              | неизв.          |
| Варуна             | 0,066 – 0,097         | 0,000 05 – 0,000 33 | 43,129           | 283              | 0,132 или 0,264 |
| Кваоар             | 0,078 – 0,106         | 0,000 17 – 0,000 44 | 43,376           | 285              | неизв.          |
| Седна              | 0,093 – 0,141         | 0,000 14 – 0,001 02 | 76 – 990         | 11500            | 20              |

## Външна граница и мащаб
Отвън навътре в Слънчевата система се наблюдават граничен шок, слънчева обвивка и хелиопауза.
Поради огромните разстояния между изграждащите я тела е трудно да се състави точен модел на Слънчевата система. Ако мислено смалим Земята до размерите на баскетболна топка, то Луната ще бъде голяма приблизително колкото топка за тенис на корт и ще обикаля около Земята на разстояние от около 6 метра. В такъв случай Слънцето би стояло на 3 километра от Земята и би имало формата на кълбо с диаметър от около 27 метра – по-високо от десететажна сграда. Плутон би изглеждал малко по-малък от топката за тенис, символизираща Луната, и би бил отдалечен на цели 120 километра от Слънцето.

## Други факти
Истинските разстояния в Слънчевата система са такива, че практически е невъзможно тя да бъде начертана мащабно точно. Нейните графики по учебници и книги са изключително неточни, тъй като за представянето ѝ в мащаб биха били нужни стотици листове. На диаграма на Слънчевата система в мащаб, при който Земята е сведена до диаметър на грахово зърно, Юпитер ще бъде на разстояние 300 метра, а Плутон – на километър и половина (като самият той ще бъде с размер на бактерия). В същия мащаб Проксима от Кентавър, най-близката до нас звезда, ще бъде почти на разстояние 1000 км. Дори ако всичко се намали, така че Юпитер да бъде толкова малък, колкото точката в края на това изречение, а Плутон – не по-голям от молекула, Плутон пак ще отстои от Слънцето на разстояние над 10 метра.